# Četrti koncil v Konstantinoplu (rimskokatoliški)
Četrti koncil v Konstantinoplu je vesoljni cerkveni zbor, ki je potekal v Konstantinoplu, glavnem mestu Bizantinskega cesarstva, od 5. oktobra 869 do 28. februarja 870. katoliška Cerkev ga šteje za osmi ekumenski koncil. Na njem sta sodelovala 102 škofa, 3 papeški legati in štirje patriarhi. Skupno je bilo deset sej, sprejeli pa so 27 kánonov.

## Zgodovina
V Konstantinoplu so se zgodile usodne politične spremembe. Zarotniki so septembra 867 umorili razuzdanega cesarja Mihaela Pijanca ter posadili na cesarski prestol mladoletnega Bazilija Makedonca. Ta je odvzel prigrabljeno čast patriarhu Fotiju, ga zaprl v samostan in na veliko veselje ljudstva osvobodil iz ječe ter vrnil na patriarški sedež patriarha Ignacija. Naslednje leto je poslal poslanstvo v Rim, da bi o tem obvestili papeža. Nikolajev naslednik Hadrijan II. je poslance naklonjeno sprejel, pregledal njihove listine in že junija 869 sklical sinodo pri svetem Petru v Rimu. Tu so potrdili sklepe njegovega prednika, obsodili sklepe carigrajske sinode, ki jo je vodil 867 Fotij, vse njegove spise sežgali in njega samega ponovno izobčili.
Papež je takoj poslal tri odposlance, da naj v Carigradu objavijo rimske sklepe in obsodijo soudeležence pri razkolu. Ostijski škof Donat (Donatus), nepijski škof Štefan ter diakon Marin (Marinus) so ponesli papeževo pismo, kjer poziva cesarja, naj v Carigradu skliče vesoljni cerkveni zbor, na katerem naj sodelujejo le tisti škofje, ki bodo podpisali papežev obrazec zedinjenja (libellus satisfactionis). 
Cesar Bazilij (867–886) je sklical koncil, ki je potrdil dovoljenost in primernost češčenja svetih podob, kakor tudi zamenjavo na carigrajskem patriarškem sedežu.

## Vsebina
Koncil se je ukvarjal z raznimi disciplinskimi določbami. Glavna tema je bila vzpostavitev pretrgane krščanske edinosti, kakor tudi učenje učenega, toda slavohlepnega in zamerljivega, nepopustljivega in svojeglavega Fotija, ki je bil osumljen herezije. V njegovem življenjepisu je omenjeno, da je on poprej bil kolikor-toliko naklonjen edinosti; ko je pa pričakoval podpore za patriarško kandidaturo pri papežu, je le-ta izostala; menda se je zato sprevrgel v njegovega nepomirljivega nasprotnika. 

### Potek vesoljnega cerkvenega zbora
Koncil so odprli trije papeževi odposlanci. Število škofov ni preseglo 102, ker so od Fotija posvečene škofe prevedli v laiški stan.
Koncilski očetje so zborovali na desetih sejah v cerkvi Hagije Sofije v Konstantinoplu. Najprej so prebrali papeževa pisma ter veroizpovedni obrazec; na tej osnovi so presojali, kateri škofi so v edinosti. Na zahtevo papeževih odposlancev so škofje podpisali spis, ki obsoja sinodo, ki jo je vodil Fotij.
Na četrti seji je cesarski zastopnik Banes in moderator zbora predlagal zborovalcem, naj pokličejo predse Fotija in njegove pristaše, saj ni mogoče nikogar obsoditi v njegovi odsotnosti. Papeževi odposlanci so predlogu ugovarjali, češ da je Fotijevo učenje že obsodila vrhovna oblast, to je papež. Ko jim je bilo rečeno, da bo ta obsodba prebrana ob obsojenčevi navzočnosti, so se vdali.
Na peti seji, 20. oktobra 869, so proti njegovi volji postavili pred zbor tudi Fotija. Kljub lepemu prigovarjanju se ni hotel ukloniti. Na vprašanja se je branil z molkom, ali pa je odgovarjal kratko in simbolično. Hotel je igrati podobo Jezusa pred Kajfom in Pilatom ter nedvoumno dal na znanje, da več ne priznava papeževega prvenstva in njegove oblasti. Svoj molk je razložil takole: »Bog me sliši tudi takrat, kadar molčim.« Ko so javno prebrali Fotijevo izobčenje, so vzhodni koncilski očetje dejali, da Fotija nikoli niso zares priznavali za patriarha. Ko so mu dali časa za premislek, je odklonil z besedami: »Moja pravica ni pozemeljska.«
Na šesti seji se je pojavil sam cesar, ki je s toplimi besedami nagovarjal Fotijevo stranko. Ker tudi on ni nič dosegel, so na njegov ukaz vse od Fotija posvečene škofe sprevedli v laiški stan.
Na sedmi seji so Fotija in njegove škofe v cesarjevi navzočnosti slovesno izobčili iz Cerkve. Na zagovor so poklicali vse tiste škofe, ki so sodelovali na od njega sklicani sinodi 861 in pričali zoper patriarha Ignacija; škofje so se izgovarjali, da jih je cesar Mihael prisilil k temu.

Na naslednjih sejah so na sredi sejne dvorane sežgali Fotijeve drzne spise in od njega izsiljene podpise; preiskali so zadevo slikoborstva ter kaznovali lažne priče zoper patriarha Ignacija s cerkvenimi kaznimi.
Najsijajnejša je bila zadnja, deseta seja, ki so se je poleg koncilskih očetov udeležili tudi cesar Bazilij, odposlanci rimskega cesarja Ludvika II. ter bolgarskega kralja Borisa. Prebrali so zgoščeno vsebino sej v 27 kanonov (ali zakonov), ki so jih navzoči sprejeli z odobravanjem. Prvi so jih podpisali predstavniki vseh peterih patriarhatov, nato pa vsi navzoči koncilski očetje, ki jih je bilo – razen patriarhov in njihovih odposlancev – 102. Na koncu se je navzočim zahvalil cesar. Koncilski očetje pa so poslali spodbudno okrožnico vsemu krščanstvu in spoštljivo poslanico papežu Hadrijanu, naj bi koncilske odloke potrdil in objavil. Doslej je vse teklo v pravo smer. 

### Izguba Bolgarije
Stvari so se pa začele hitro zapletati. Tri dni po končanem koncilu je cesar poklical predse papeževe odposlance; izjavil je, da na prošnjo bolgarskih odposlancev Bolgarija odslej spada pod carigrajski patriarhat. Legati so oporekali, vendar zaman: tudi ta sklep so dodali h koncilskim odlokom. Še istega leta je patriarh Ignacij posvetil za Bolgarijo lastnega metropolita in jim poslal grške duhovnike; latinski duhovniki pa so morali zapustiti kraljestvo. 
Ko so se papeški odposlanci vračali, so jih na Jadranu napadli morski razbojniki; čeprav so bili pozneje rešeni, se je mnogo koncilskih spisov zgubilo.  Papež se je v svojem tozadevnem spisu 871 pritožil bizantinskemu cesarju in patriarhu Ignaciju zaradi odvzema Bolgarije, ki je prej pripadala cerkveno Rimu, kakor tudi nad slabim varovanjem odposlancev. 

### "Pravoslavni" četrti carigrajski koncil
"Katoliški" četrti koncil v Konstantinoplu je najprej Vzhod priznaval; po Ignacijevi smrti pa se je vrnil na patriarški prestol zopet Fotij, ki je zavrgel sklepe tega koncila in sklical »pravoslavni« 4. koncil v Konstantinoplu leta 879, katerega pa katoliška Cerkev ne priznava. Sklical ga je brez papeževega vplivanja. Ta koncil je potrdil za patriarha Fotija in pretrgal zopet vzpostavljeno cerkveno edinost. To je le še poglobilo nasprotja in pripravljalo pot velikemu cerkvenemu razkolu 1054, ki traja skoraj nepretrgoma vse do danes.

## Določbe
Koncil v več kanonih obsoja kanonične nepravilnosti, ki so bili storjene pri umeščanju patrijarha Fotija. Iz tega izhajajo tudi zavrnitve škofovskih in duhovniških posvečenj, ki jih je podelil - kakor tudi razveljavitev njegovih drugih nadpastirskih dejanj. Kanoni se pri tem sklicujejo na odločitve rimskega papeža in na prejšnje koncile.
Četrti carigrajski vesoljni cerkveni zbor je potrdil določbe Drugega nicejskega koncila in pomagal popolnoma pogasiti žerjavico ikonoklazma.  V tretjem kánonu posebej zahteva, da naj skazujemo podobi Kristusa enako češčenje kot evangeljski knjigi. Ta kanon se začenja takole:
Določamo torej, da je treba podobo našega Gospoda Jezusa Kristusa, zveličarja in odrešenika vseh ljudi, častiti s častjo enako tisti, ki se daje knjigi svetih evangelijev. Kakor bomo po zapisanih besedah, ki jih vsebuje knjiga, dosegli zveličanje, tako bodo po vplivu, ki ga imajo barve v podobi na domišljijo, obojni: učeni in preprosti, pridobili korist od njihove vsebine; tako po učenju nauka, ki ga dobivamo prek črk, kakor tudi prek risbe iz pomena barv. Zato je vsekakor prav – v skladu z resničnimi razlogi in starodavnim izročilom – da spoštujemo in častimo svete podobe na izvedeni način in sicer tako, kot pripada njihovim virom. To češčenje naj bo torej enako tistemu, ki ga skazujemo svetim evangeljskim knjigam ter upodobitvi dragocenega križa.
Nasprotnikom češčenja svetih podob koncil grozi s pogubljenjem:
Če kdorkoli ne časti podobe Kristusa našega Gospoda, ga ne bo smel gledati niti v slavi pri njegovem drugem prihodu. Podoba njegove prečiste Matere in podobe svetih angelov, kakor tudi podobe vseh svetnikov so tudi predmet našega spoštovanja in češčenja. 

### Ocena
Koncilske določbe zoper Fotija razodevajo še zadnji mogočni vpliv papeštva na Vzhodu. Na cerkvenem zboru so bile obsojene različne zmote, ki jih je učil Fotij, med njimi tudi nauk o dveh dušah.